# گورپریت سینگ ساندو
گورپریت سینگ ساندو (انگلیسی: Gurpreet Singh Sandhu؛ زادهٔ ۳ فوریهٔ ۱۹۹۲) بازیکن فوتبال اهل هند است.

## باشگاهی
از باشگاه‌هایی که در آن بازی کرده‌است می‌توان به باشگاه فوتبال بنگال شرقی اشاره کرد.

## تیم ملی
وی همچنین در تیم ملی فوتبال زیر ۱۹ سال هند و تیم ملی فوتبال زیر ۲۳ سال هند و تیم ملی فوتبال هند بازی کرده‌است.